# Euphyia pompilia
Euphyia pompilia är en fjärilsart som beskrevs av Druce 1893. Euphyia pompilia ingår i släktet Euphyia och familjen mätare. Inga underarter finns listade i Catalogue of Life.